# بالنو
برند بالنو(به ایتالیایی baleno) یک برند ایتالیایی است که در سال ۱۹۸۱ در هنگ کنگ تأسیس شد و در آسیا و خاورمیانه فعالیت می‌کند. بالنو برندی است که توانست با شعب بسیار در بازار خرده فروشی راه پیدا کند و در سال ۱۹۹۶ به Baleno holding با مسئولیت محدود تبدیل شد. در حال حاضر بالنو، نزدیک به ۵۰۰۰ شعبه فروشگاه را در بازارهای مختلف آسیا، خاورمیانه از جمله ایران، چین، هنگ گنگ، تایوان، مالزی، سنگاپور و چند کشور دیگر را اداره می‌کند. امروزه گروه بالنو بیش از ۱۰ برند را در کشورهای مختلف دایر کرده است.